# Melanie Kurt
Melanie Kurt (Viena, 8 de enero de 1880 - Nueva York, 11 de marzo de 1941) fue una soprano austríaca, y cantante wagneriana.

## Trayectoria
Estudió piano en Viena y luego voz en Berlín, con Marie Lehmann, la hermana de la célebre Lilli Lehmann. 
Debutó en Lübeck como 'Elisabeth' en Tannhäuser en 1902. Cantó en Leipzig, Braunschweig y finalmente en la Staatsoper Unter den Linden y la Deutsche Oper Berlin. 
Se hizo famosa en Covent Garden, Festival de Salzburgo, La Scala, Wiener Staatsoper, Semperoper y la Opera Estatal de Baviera.
En 1914 debutó en el Metropolitan Opera sucediendo a  Olive Fremstad como soprano wagneriana por tres temporadas. 
Su contrato expiró cuando Estados Unidos declaró la guerra a Alemania en 1917 y las óperas de Wagner fueron prohibidas. Kurt permaneció en Estados Unidos hasta 1919
Al regreso cantó en Berlín, Leipzig, Stuttgart, Dresde, Viena y en el Wagner Festival en Zoppot (Sopot, Polonia) (1922), entonces rival del Festival de Bayreuth.
Por su condición de judía, debido a la ascensión nazi emigró a Viena y cuando el Anschluss a Nueva York.
Sus mejores papeles fueron  Isolde en Tristan und Isolde , Aida, Amelia en Un ballo in maschera), Fidelio,  Pamina en Die Zauberflöte) y Donna Anna Don Giovanni, Die Marschallin en Der Rosenkavalier de Richard Strauss, Christoph Willibald Gluck, y Handel. 

## Literatura
- Kesting, Jürgen: Die großen Sänger des 20. Jahrhunderts; ECON Verlag GmbH, Düsseldorf, 1993; ISBN 3-517-07987-1